# Pfarrkirche St. Christoph am Rennbahnweg

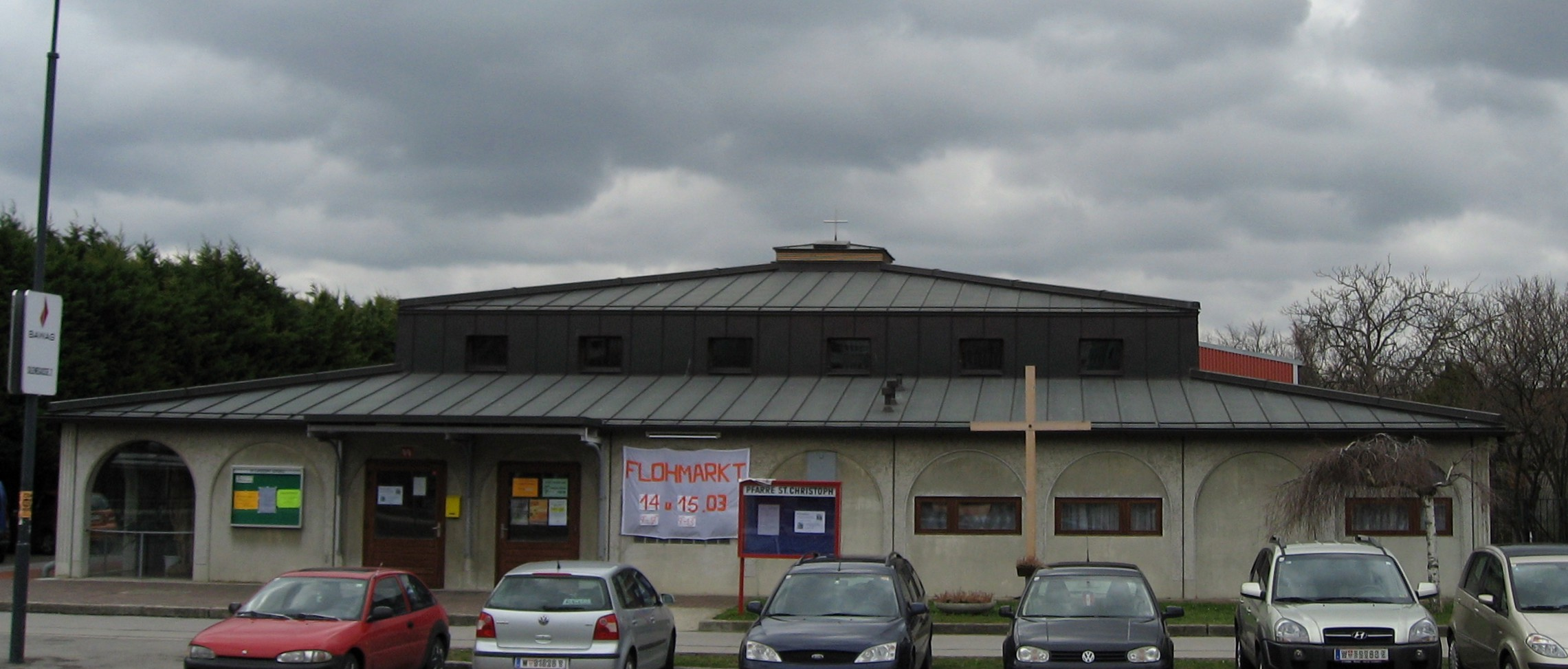
St. Christoph am Rennbahnweg

Die Pfarrkirche St. Christoph am Rennbahnweg ist eine römisch-katholische Kirche im 22. Wiener Gemeindebezirk Donaustadt am Rennbahnweg 44.

## Geschichte
Es wurde ein Entwurf der Ateliergemeinschaft IGIRIEN der Architekten Werner Appelt, Franz E. Kneissl und Elsa Prochazka realisiert. Dieser Entwurf, als Kirchliche Mehrzweckhalle bezeichnet, ist zuerst im Bezirk Donaustadt im Jahre 1977 mit der Pfarrkirche St. Christoph am Rennbahnweg beim Gemeindebau Trabrenngründe, ein zweites Mal im Pfarrgebiet der Pfarrkirche Groß-Jedlersdorf als Seelsorgestation St. Michael beim Gemeindebau Dr.-Koch-Hof und ein drittes Mal 1981 mit der Pfarrkirche St. Claret-Ziegelhof in der Quadenstraße beim Gemeindebau Ziegelhofstraße errichtet worden.

## Kirchliche Mehrzweckhalle
Der Gebäude bildet ein Quadrat mit einer äußeren gleich breiten etwas niedrigeren Nebenraumschicht, in deren Mitte ein quadratischer Saal den eigentlichen Kirchenraum bildet. Der Saal erscheint im Dach als überbreite Laterne mit den Belichtungsfenstern, während die Fassade der Nebenräume das Gebäude mit Blendbögen arkadenartig umläuft.